# Esercito del Regno d'Italia (1805-1814)
L'Esercito del Regno d'Italia, attivo dal 1805 al 1814, fu l'armata terrestre dello Stato cliente dell'impero napoleonico.
Sotto il Primo Impero francese i nuovi monarchi e governatori degli Stati satelliti napoleonici, in particolare gli italiani, ma anche i polacchi, si adoperarono subito per dotarsi di un esercito. 
In Italia ciò avvenne principalmente per soddisfare la vocazione militare di Eugenio di Beauharnais nel Regno d'Italia, dove vigeva la coscrizione obbligatoria già dal 1802 ai tempi della Repubblica Italiana, e di Gioacchino Murat nel Regno di Napoli; ma anche per evitare che nei propri regni avessero a sostare un numero troppo alto di soldati francesi lì inviati a mantenere il controllo del territorio. Per esempio le truppe francesi nel Regno di Napoli nel 1806 ammontavano a 40 000 uomini.
La creazione di eserciti nazionali ebbe come riflessi positivi di ridurre i costi di mantenimento delle truppe francesi e di tutelare in parte l'autonomia dei nuovi regni. Anche se spesso per infittire i ranghi dei nuovi eserciti si ricorse nell'arruolamento coatto di carcerati e di disertori o renitenti alla leva provenienti da altri eserciti.
In secondo luogo, la nascita di eserciti nazionali italiani ebbe il vantaggio di creare, per la prima volta, una coscienza italiana nei soldati che si trovavano a combattere insieme.

## Uniforme
Nel 1806 le uniformi della fanteria di linea furono ridisegnate e il verde delle tuniche e dei calzoni venne sostituito dal bianco. Il taglio e lo stile delle nuove uniformi erano interamente francesi, così come le distinzioni tra le compagnie e i distintivi di grado.
I granatieri indossavano berrettoni di pelle d'orso con in cima una placca d'ottone con una granata, una pennacchio rosso con corde bianche, le spalline erano rosse e con dei nodi bianchi.
I fucilieri avevano lo Sciaccò con piastre romboidali e mentoniere in ottone, una coccarda verde e rossa, e un pompon con il colore della compagnia (verde per la prima; azzurro per la seconda; arancione per la terza; viola per la quarta). Le spalline erano bianche e bordate. Per le parate venivano aggiunti dei cordoni bianchi allo shako. La cintura per portare le sciabole era bianca
I volteggiatori avevano pennacchi verdi con la punta gialla, corde verdi, spalline verdi con mezzelune gialle e cinture verdi per le sciabole.
Bandoliere, giustacorpi e pantaloni erano bianchi, le ghette nere. Gli zaini, le borse, le sciabole e i moschetti erano in stile francese.

### Fanteria leggera
La foggia era quella della controparte francese ma i giustocorpi e i calzoni erano verde scuro
I Carabinieri (i granatieri della fanteria leggera) indossavano il berrettone di pelo con una piuma e delle corde rosse. Di questo colore erano anche le spalline e la cintura per la sciabola.

### Cavalleria

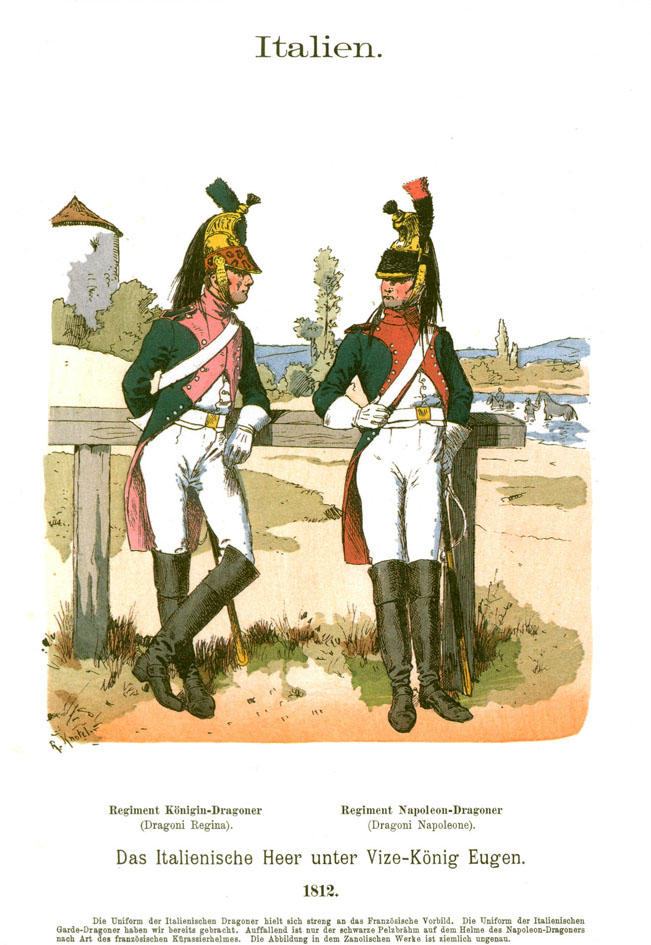
Dragoni del Reggimento Dragoni Regina (a sinistra, con i risvolti rosa) e del Reggimento Dragoni Napoleone (a destra, in rosso)

La cavalleria di linea era formata da due reggimenti di dragoni, il Reggimento Dragoni Regina e il Reggimento Dragoni Napoleone. I dragoni avevano un'uniforme in stile francese con giustacorpo e spalline verdi, bottoni, panciotto, pantaloni e cinture bianchi; i Dragoni Regina avevano colletto e risvolti rosa, un pennacchio verde con sommità rosa sul lato sinistro dell'elmo, e un turbante di pelle di leopardo, mentre il colore dei Dragoni Napoleone era il carmino, fino al 1812 quando divenne rosso, mentre il colletto divenne verde, il pennacchio era nero con una punta carminia, e un turbante in pelliccia nero.

## Repubblica Cisalpina e Repubblica Italiana

Bandiera della Repubblica Cisalpina e primo tricolore italiano

Nel luglio 1797 fu creata la Repubblica Cisalpina nel nord Italia.
La Legione Lombarda nacque inizialmente su base volontaria per iniziativa di alcuni cittadini milanesi che intendevano costituire una Guardia d'Onore per Napoleone. A questo primo nucleo fu consegnata il 6 novembre 1796 in Piazza del Duomo la prima bandiera tricolore. La Legione Lombarda era suddivisa in 7 coorti (3 arruolate nella città di Milano, una da Cremona e Casalmaggiore, una da Lodi e Pavia, una da Como, e infine una composta da patrioti provenienti in prevalenza dallo Stato Pontificio e dal Regno di Sicilia). In seguito l'iniziativa fu adottata anche da altre città che istituirono una sorta di Guardia cittadina. La Legione Lombarda ebbe il suo battesimo del fuoco durante la battaglia di Arcole e successivamente contro le forze pontificie sul Senio.
(Napoleone Bonaparte nelle sue corrispondenze private n° 1448)
La vittoriosa offensiva della Seconda coalizione nel 1799 causò la caduta della Repubblica Cisalpina e delle altre repubbliche sorelle sorte in Italia e conseguentemente lo scioglimento della Legione Lombarda. Parte di questa tuttavia radunatasi a Tolone diede vita al primo nucleo della Legione italica agli ordini di Giuseppe Lechi. La Legione italica, al seguito delle truppe francesi, combatté in Italia a Varallo. Il 2 giugno 1800 il generale Domenico Pino fu incaricato di creare un'ulteriore Legione che fu inizialmente impiegata in Toscana, poi in seguito alla nuova guerra tra Francia e Inghilterra del 27 marzo 1802, fu trasferita sulle coste della Manica.
Sempre nel 1802, per volontà vicepresidente della repubblica Italiana, Francesco Melzi d’Eril, Pavia divenne sede del reggimento di artiglieria a piedi e cavallo della repubblica, e nella città venne istituita la Scuola teoretico pratica d’artiglieria, che doveva fornire un’istruzione tecnico-militare sia alle reclute sia a veterani e ufficiali, e la fonderia d'artiglieria (che nel 1813 disponeva di 41 operai) produsse cannoni su modello francese (cannoni da 12, 18 e 24 libbre, mortai da otto e 10 pollici e obici da cinque pollici).
I soldati piemontesi, in virtù dell'annessione alla Francia nel 1802 furono inquadrati direttamente nell'esercito francese, i Dragoni costituirono il 21º Reggimento Dragoni e gli Ussari il 17º Reggimento Cacciatori a Cavallo (rinumerato poi come 26º Reggimento nel maggio 1802).

## Regno d'Italia

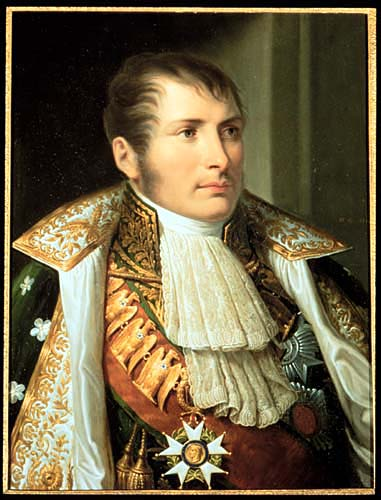
Andrea Appiani
Eugenio di Beauharnais, viceré d’Italia, 1810
Castello di Malmaison

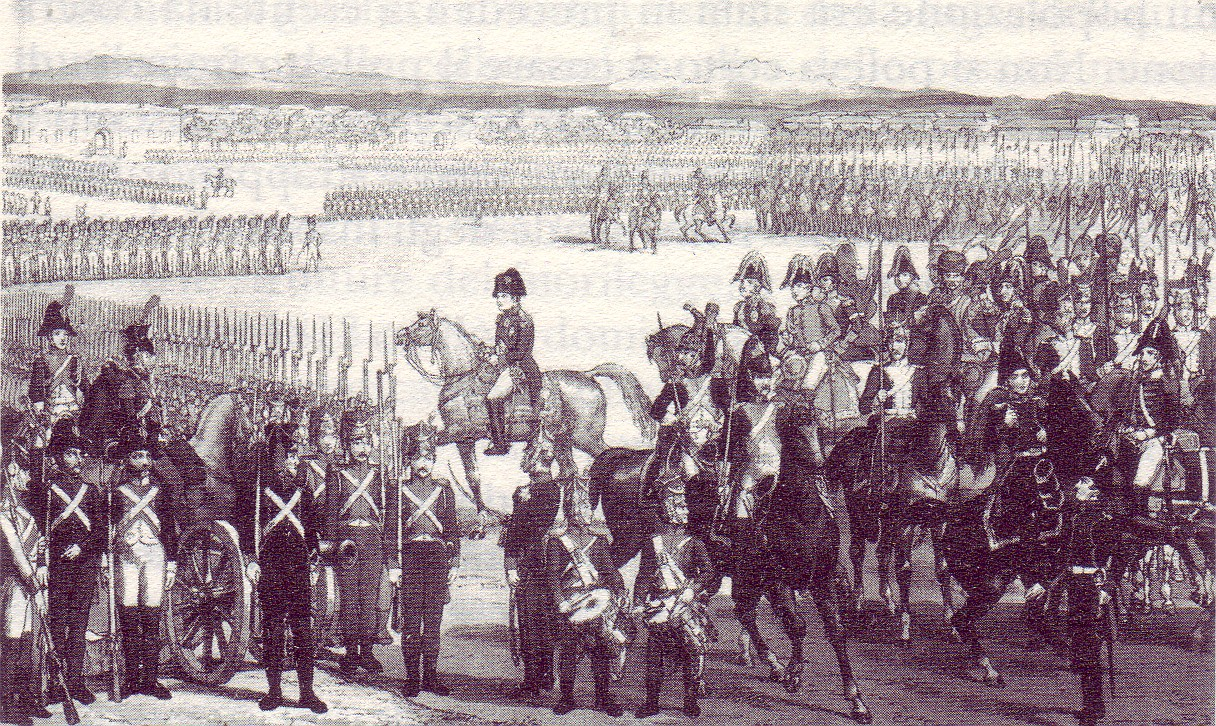
Napoleone passa in rivista i volontari italiani e polacchi a Montichiari, 10 giugno 1805

Per iniziativa del Ministro della Guerra il 17 luglio 1805, dopo la proclamazione del Regno d'Italia, le guardie d'Onore cittadine furono sciolte al fine di istituire la Guardia Reale Italiana nei territori del nuovo Regno d'Italia.
La Guardia Reale Italiana, armata con moschetto Charleville del 1777, fu costituita da 6 reggimenti di fanteria di linea, 3 reggimenti di fanteria leggera, un reggimento di fanteria dalmata, 2 reggimenti di dragoni e 2 reggimenti di cacciatori a cavallo. Il piccolo contingente del Regno d'Italia inizialmente operò solamente in Italia insieme alle truppe francesi del maresciallo Andrea Massena.
Nel dicembre 1805 alcuni reparti della Guardia reale italiana parteciparono alla battaglia di Austerlitz guadagnandosi una citazione sul bollettino di guerra.
(Napoleone Bonaparte nel Bollettino n. 37 della Grande Armata, Schonbrunn, 26 dicembre 1805)
Altri reparti italiani, sempre affiancati da reparti francesi, nel 1806 si recarono in Istria e Dalmazia per reprimere le continue rivolte della popolazione slava.
Nel 1806 i territori del Regno d'Italia furono suddivisi in sei Divisioni Territoriali Militari con comando a Milano, Brescia, Mantova, Ancona, Venezia e Bologna.
La Guardia Reale Italiana, al comando di Giuseppe Lechi partecipò nel 1808 alla Guerra d'indipendenza spagnola conquistando Barcellona.
Nel 1809 sulle Alpi, la Guardia Reale Italiana al comando del viceré Eugenio di Beauharnais partecipò alla campagna contro l'Austria che aveva aderito alla Quinta coalizione.

### Campagna di Russia

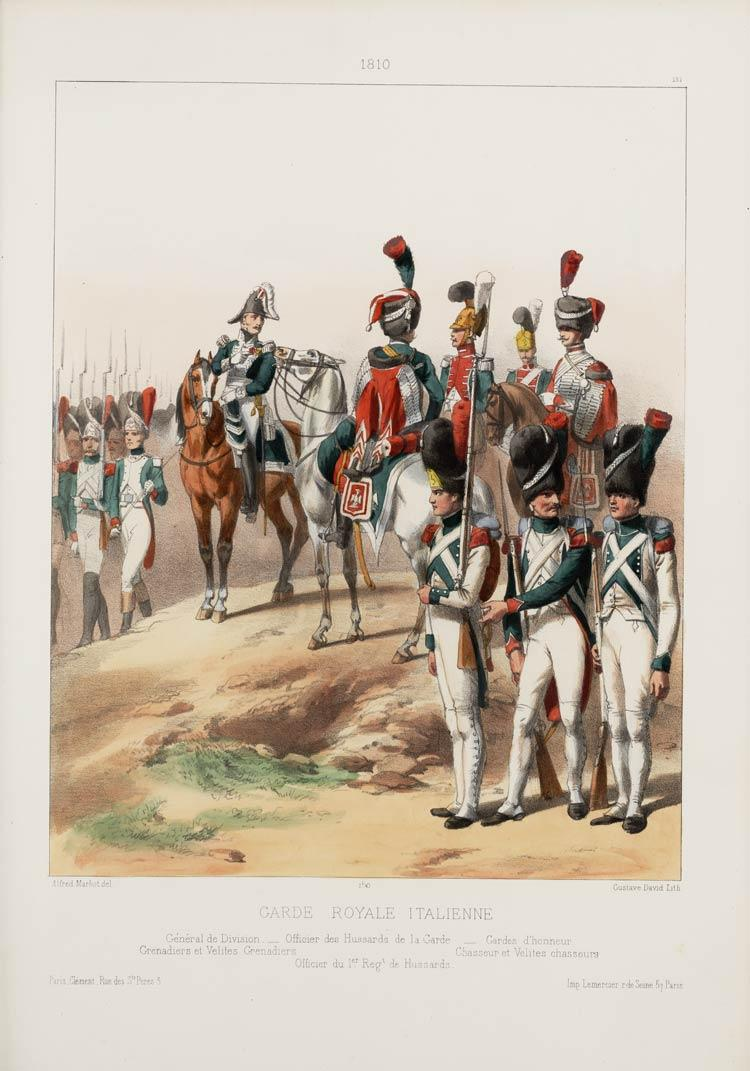
Guardia Reale Italiana nel 1810. Da sinistra: generale di divisione, ufficiale degli ussari della Guardia, ufficiale del 1º reggimento ussari, guardia d'onore, granatieri e fucilieri

Nella primavera del 1812, le truppe italiane al comando del viceré Eugenio di Beauharnais cominciarono a mobilitarsi in previsione della Campagna di Russia e a trasferirsi sulla Vistola. Integrati nel IV Corpo d'Armata parteciparono alla campagna la 14ª Divisione comandata dal generale Teodoro Lechi con la fanteria della Guardia Italiana e la 15ª Divisione comandata dal generale Domenico Pino, quest'ultima includeva 4 reggimenti di fanteria italiani, il reggimento di fanteria dalmata, il Reggimento "Dragoni Regina" e il Reggimento "Dragoni Napoleone". La cavalleria del IV Corpo d'Armata era composta dai due reggimenti di cacciatori a cavallo italiani.
La Guardia Reale Italiana,comandata dal generale Teodoro Lechi,ebbe modo di distinguersi per il valore dimostrato nel corso della battaglia di Smolensk e di Borodino, e in virtù di queste le fu concesso di sfilare per prima nella città di Mosca dopo l'occupazione e per decisione di Napoleone il Reggimento Fanteria di Linea della Guardia Reale cambiò denominazione diventando Reggimento Granatieri della Guardia Reale.

Il 24 ottobre 1812 le truppe del contingente italiano,  furono duramente impegnate nella battaglia di Malojaroslavec da violente controffensive russe nel corso delle quali persero e riconquistarono più volte la città; nella cronaca del tempo questa battaglia passò alla storia con il nome di "Battaglia degli italiani".
(Napoleone Bonaparte al viceré Eugenio di Beauharnais)
(A sua volta il viceré Eugenio di Beauharnais al ministro della guerra del Regno d'Italia)

Dopo la ritirata dalla Russia alcuni reggimenti italiani furono impiegati anche nella Battaglia di Lipsia sempre nel IV Corpo d'armata, altri nell'VIII Corpo al comando del principe Józef Antoni Poniatowski.
(Napoleone Bonaparte accomiatandosi dalle truppe italiane, Magonza novembre 1813)

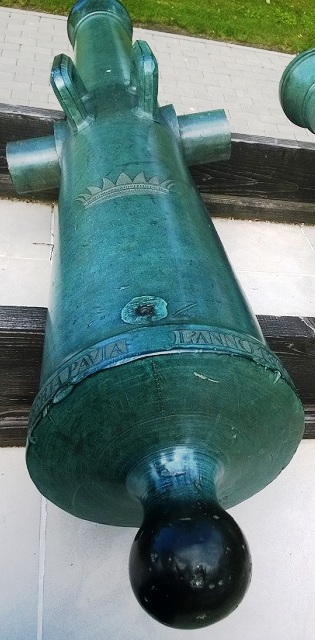
Mosca, Cremlino, cannone in bronzo dell'artiglieria del Regno d'Italia, fuso a Pavia e catturato dall'esercito russo nel 1812.

L'esercito del Regno d'Italia si ritirò ordinatamente nei territori del regno dove sostenne vittoriosamente una prima offensiva austriaca sul Carso, ma con la caduta di Napoleone la Guardia Reale fu ufficialmente sciolta il 30 maggio 1814. Gli ufficiali ebbero il privilegio di poter mantenere tutte le decorazioni e di poter essere reintegrati nell'esercito austriaco con il proprio grado. La truppa fu regolarmente congedata.

## Gradi militari
I gradi dell'esercito del Regno d'Italia erano identici, come per tutte le armate napoleoniche, ai gradi della Grande armata.